# Daniel Muckala
Daniel John Muckala (Minneapolis, 20 de agosto de 1970) mais conhecido profissionalmente como Dan Muckala, é um compositor e produtor musical estadunidense.

## Carreira
Nascido em Minneapolis, no estado de Minnesota, Muckala estudou composição de música comercial na Universidade de Belmont, no Tennessee. Após a formatura, em 1997, ele formou a banda de rock cristã Muckala, que recebeu o título de seu sobrenome, além disso a banda lançou seu primeiro álbum chamado de Fiction em 1998, através da Essential Records.
Em 2000, após a banda encerrar suas atividades, Muckala passou a concentrar seus esforços na produção musical. Desde então, ele é conhecido pela composição de canções em diversos gêneros, sobretudo pop e música cristã contemporânea, e recebeu prêmios como o de Compositor do Ano de 2011 pela ASCAP e pela Universidade de Belmont em 2013, fornecido a graduados, que deixaram sua marca na indústria musical.